# Ceres (mitologia)

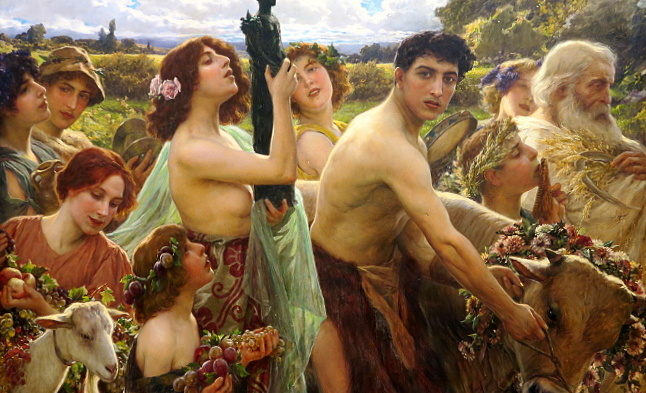
Salve a la natura, (Ave natura!) 1910, obra que representa una processó romana dedicada a Ceres, deessa del blat. Cesare Saccaggi, de Tortona

A la mitologia romana, Ceres (llatí: Ceres) era la deessa de l'agricultura, les collites i la fecunditat. El seu equivalent en la mitologia grega era Demèter. La paraula deriva de l'arrel protoindoeuropea ker, que significa 'créixer'.

## Mite

### L'origen grec
Ceres era filla de Saturn i d'Ops, germana de Júpiter, mare de Prosèrpina i germana de Juno, Vesta, Neptú i Plutó.

Va ensenyar els homes l'art de conrear la terra, de sembrar, recollir el blat i elaborar pa, la qual cosa va fer que fos considerada deessa de l'agricultura. El seu germà Júpiter, enamorat de la seva bellesa, va engendrar amb ella Prosèrpina, la Persèfone de la mitologia grega. També Neptú es va enamorar d'ella, i per escapar d'aquest Ceres es va transformar en euga, però el déu se'n va adonar i es va transformar al seu torn en cavall, essent Ceres la mare del cavall Aríon.

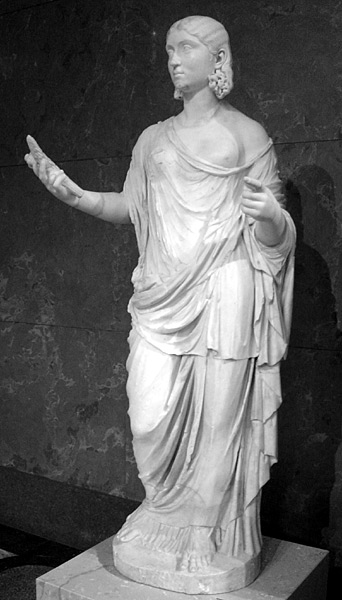
Estàtua de Ceres al Museu del Louvre de París

Ceres era també la patrona d'Enna (Sicília). Segons la llegenda, va pregar a Júpiter que Sicilia fos ubicada als cels. El resultat, a causa que l'illa té forma triangular, va ser la constel·lació del Triangle, que antigament també s'anomenava Sicília.

### La Ceres negra
A l'Arcàdia, els figalis van aixecar una estàtua de fusta el cap de la qual era el d'una euga amb dracs a les crins, anomenada la Ceres negra. Conta la llegenda que aquesta estàtua es va cremar per accident i els figalis van descuidar el culte de Ceres; per això van ser castigats amb una terrible sequera que no va cessar fins que, per consell d'un oracle, es va reparar l'estàtua.

### Els ajudants de Ceres
L'ajudaven dotze déus menors que s'encarregaven de tasques agrícoles més específiques:
- Vervactor, que aplicava el sistema de conreu del guaret
- Reparator, que preparava la terra
- Imporcitor, del llatí imporcare ("fer solcs"), que llaurava fent solcs ben amples[4]
- Insitor, que sembrava
- Obarator, que llaurava la superfície
- Occator, que l'escarifica
- Sarritor, que l'escarda
- Subruncinator, que la clareja
- Messor, que cull els productes
- Conuector, que transporta la collita
- Conditor, que l'emmagatzema
- Promitor, que la distribueix.

## Culte

### A Grècia i a les colònies
Els habitants de Sicília veïns del volcà Etna, cada any celebraven un ritu en honor de Ceres corrent de nit amb torxes enceses i cridant de manera espectacular.
A Grècia eren nombroses les demetries o festes de Demèter, la deessa equivalent a Ceres. Un dels costums més curiosos és possiblement aquell en els que els seguidors de la deessa es fustigaven els uns als altres amb fuets fets d'escorça d'arbre. Atenes tenia dues festes solemnes en l'honor de Ceres:
- les eleusínies
- les tesmofòries, festes instituïdes per Triptòlem. Durant les celebracions se sacrificaven porcs, a causa dels danys que causaven als productes de la terra, i es feien libacions de vi dolç.

A Creta, Sicília, Lacedemònia i a altres ciutats del Peloponès se celebraven periòdicament les eleusínies, misteris de Ceres o misteris d'Eleusis, perquè eren les festes d'Eleusis les més famoses. D'aquí van passar a Roma, on van subsistir fins al regnat de Teodosi. Aquests misteris se celebraven principalment a la tardor, i es coneixien com les grans eleusínies, però hi havia també les petites eleusínies que se celebraven a la primavera com a preparació i tenien un caràcter de ritus iniciàtic; després d'un cert temps, s'iniciava al candidat als grans misteris en el temple d'Eleusis. A la tardor, les festes duraven nou dies del mes de setembre, dies en què es tancaven els tribunals. Els atenesos feien iniciar els seus fills en aquests misteris ja des del bressol. Els iniciats es consideraven sota la tutela i la protecció de Ceres amb l'esperança d'una felicitat sense límits.

### A Roma
Els romans van adoptar el culte a Ceres el 496 aC durant una terrible fam. Els llibres sibil·lins van aconsellar l'adopció d'aquest culte a imatge de Deméter, al costat de Core (Persèfone) i Iacus (possiblement Dionís). Ceres també tenia la funció de protectora de la transició de noia a dona, de fadrina a casada i mare, per això era honrada per les dones amb rituals secrets en les ambarvàlia, unes festes que se celebraven el mes de maig amb grans processons en les que les dones romanes vestien el blanc propi dels homes, els quals eren simples espectadors. Aquestes festes no havien de ser celebrades en dies de dol, raó per la qual no es van celebrar l'any de la batalla de Cannes en què van morir molts soldats romans a mans de l'exèrcit d'Hanníbal.
Es va construir un temple a Ceres en el mont Aventí de Roma. La seva principal festivitat era la Cerealia o Ludi Ceriales (jocs de Ceres), instituïts el segle iii aC i celebrats anualment del 12 al 19 d'abril. Se sap poc d'aquests rituals, però un dels pocs costums que es coneixen és el de lligar brases enceses a les cues de guineus que eren deixades anar al Circ Màxim. Amb aquestes brases volien representar les torxes que va encendre la deessa per a buscar la seva filla quan segons diu la llegenda va ser raptada. El culte a Ceres va passar a estar especialment relacionat amb les classes plebees que eren les que controlaven el comerç del gra. Durant l'època republicana se la va anomenar Ceres Mater i se la venerava com genetrix (progenitora) i alma (la qui nodreix). A començaments de l'època imperial va passar a rebre culte juntament amb Ops i se l'anomenava Ops Augusta Ceres.
Segons Ovidi el porc era una animal que ofenia a Ceres perquè amb les seves petjades i clavant el morro a terra destrueixen els conreus; per això matar un porc era congraciar-se amb la deessa. A més del porc, la verra o el senglar, Ceres admetia també el xai com a sacrifici. En les seves festivitats, les garlandes usades eren de murta o narcís, però les flors estaven prohibides, perquè va ser així, recollint flors, com Prosèrpina va ser raptada per Plutó. Únicament li estava consagrada la rosella, perquè creix entre el blat i perquè Júpiter li va donar a menjar per fer-li venir son i donar treva al seu dolor.

## Ceres i les lleis

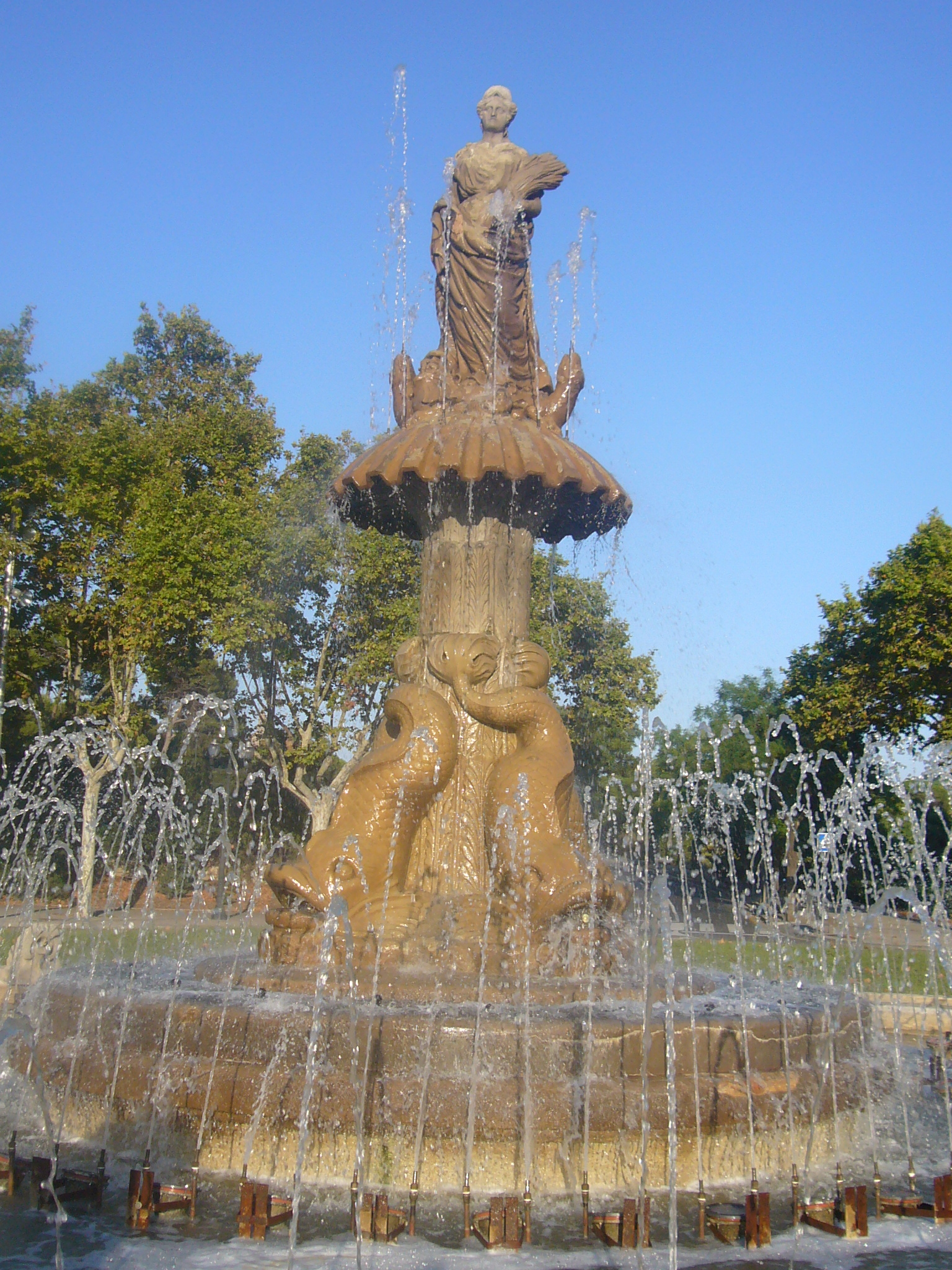
Font de Ceres, situada al Mirador del Llobregat, obra de Celdoni Guixà i Alsina

Ceres era considerada la patrona i protectora de les lleis dels plebeus (Concilium Plebis), dels seus drets i dels tribuns que els representaven. El seu temple a l'Aventí servia tant com a lloc de culte com d'arxiu legal, tresoreria i lloc de trobada per a discutir temes relacionats amb la plebs. La seva fundació va coincidir amb un apartat de la Lex Sacrata, la qual creava la figura dels edils representants dels plebeus. Aquests tribuns eren immunes davant la llei perquè es donava per fet que havien estat escollits per la seva honestedat; la seva vida i els seus béns eren encomanats a la custòdia de Ceres. La Lex Hortensia de l'any 287 aC va estendre les lleis dels plebeus a tota la ciutat i a tots els ciutadans. Els decrets oficials del senat (senatus consulta) es guardaven al temple de Ceres, sota la vigilància dels seus edils i de la deessa. Segons Titus Livi el motiu d'aquesta decisió va ser evitar que els cònsols se n'aprofitessin manipulant al seu gust les lleis de Roma després d'haver estat aprovades. Es creu que el Temple també podia haver fet la funció de lloc d'asil per als qui eren amenaçats per magistrats patricis de ser arrestats arbitràriament. Els jocs en honor de Ceres eren finançats en part pels diners recollits de les multes imposades als qui havien ofès les lleis que havien estat confiades a la protecció de la deessa. El poeta Virgili l'anomenava legifera Ceres (la protectora de les lleis), una traducció de l'epítet grec thesmophoros aplicat a Demèter.
Quan, segons la llegenda, Ceres va obrir el primer solc a la terra (al regne de Tellus) i va crear el primer camp de conreu amb els seus marges, també va crear les primeres lleis en relació als assentaments de vida civilitzada. Els delictes relacionats amb els camps de conreu eren crims contra Ceres i els pagesos que els treballaven. Els propietaris de terres que permetien que els ramats pasturessin en terres públiques de conreu eren multats pels edils dels plebeus. L'antiga legislació coneguda com les Lleis de les dotze taules prohibien fer encanteris als camps de conreu i estava castigat amb pena de mort canviar de lloc els marges. Una persona adulta que fes malbé els camps de conreu o en robés havia de ser penjat "en nom de Ceres" (Cereri necari). Si un jove era trobat culpable per les mateixes ofenses el càstig consistia a ser fuetejat o pagar una multa el doble del valor dels perjudicis causats.
L'assassinat del tribú Tiberi Semproni Grac l'any 133 aC es va justificar per intent de tirania i per ofendre la Lex sacrata de Ceres. Altres, però van plànyer la seva mort perquè la mateixa Lex sacrata donava protecció als pretors. L'any 70 aC, Ciceró parlava d'aquest assassinat i el relacionava amb el culte i les lleis de Ceres, comparant la situació amb la persecució de Verres, el governador de Sicília. Aquest home estava acusat d'extorsió, d'abusar irreligiosament dels agricultors que es dedicaven al conreu de cereals i que, per tant, estaven sota la protecció de Ceres. Davant les moltes proves contra ell, Verres es va exiliar sense intentar defensar-se i poc després Ciceró va ser escollit edil curul.

## El pou de Ceres
El Mundus cerialis (el món de Ceres) era el nom d'un pou amb coberta hemisfèrica que hi havia a la ciutat de Roma. El seu emplaçament exacte és desconegut. Generalment estava tapat amb una pedra coneguda amb el nom de lapis manalis. Cada 24 d'agost, 5 d'octubre i 8 de novembre s'obria amb un anunci oficial "mundus patet" («el món s'ha obert»), llavors es feien les ofrenes a les deïtats de la terra i de l'agricultura, entre elles Ceres. L'obertura d'aquest pou permetia que els esperits dels morts voltessin per la terra en el que Warde Fowler descriu com "vacances dels esperits".Cató interpretava el mundus cerialis com un reflex invertit del món dels cels.
Segons la tradició aquest pou havia estat excavat i després tapat per Ròmul i havia de ser el fonament per a alguna construcció que després no es va tirar endavant. Plutarc el va comparar amb els pous que excavaven els colons etruscs, on ficaven terra del seu lloc d'origen i on ficaven una mostra dels primers fruits de la collita, en honor dels seus avantpassats. Warde Fowler va especular que es podria tractar del primer magatzem de gra (penus) de la ciutat i que després hauria esdevingut el simbòlic penus de l'estat, consagrat a Ceres. En els calendaris més antics, els dies dedicats al mundus estaven marcats amb una C de comitiales, és a dir, dies per a reunions de la Comitia. Autors posteriors però, en parlaven d'ells com dies religiosus i això voldria dir que no es podien fer reunions oficials. Per explicar aquesta contradicció els historiadors moderns creuen que això seria degut a una acomodació posterior als costums grecs. Els rituals d'agost tenien lloc entre dos festivals agrícoles la Consualia i la Opiconsivia; els d'octubre anaven a continuació del Ieiunium Cereris, i els de novembre coincidien amb els jocs plebeus. Tot plegat indica que Ceres era considerada com una guardiana de la collita del cereal al mateix temps que guardiana de la porta de l'inframón, funció que compartia durant els mesos d'hivern amb la seva filla Proserpina.
A Ceres se li atribuïa la vigilància dels marges entre el regne dels vius i els morts. Fent els ritus apropiats, ajudava els morts a entrar a l'ombra dels qui habitaven sota terra (Di Manes) i si no es feia així es corria el perill que els morts es quedessin entre els vius turmentant-los (Lemur). A canvi d'això se li oferien un porc, blat, flors i una libació.

## El dejú col·lectiu
En l'antiga Roma els fets extraordinaris eren sovint interpretats com una manifestació de la ira dels déus respecte a la conducta dels humans. Titus Livi narra que, durant els desastres que van acompanyar la Segona Guerra Púnica, va caure un llamp sobre el temple de Ceres a l'Aventí. L'any 191 aC es va decidir fer un dejú col·lectiu per expiar la "culpa" dels humans i, per tal de congraciar-se amb la deessa, es va repetir el dejú cada cinc anys.
En arribar a l'any 206, ja se li havien oferit uns 11 dejuns proposats oficialment com expiacions per les desgràcies del poble romà. Curiosament el motiu de la majoria d'aquests dejunis no va ser acabar amb una guerra sinó acabar amb un període de fam sobrevingut per males collites. En el període republicà les expiacions anaven adreçades a Ceres com a mare de Prosèrpina. El darrer dejuni conegut va ser per expiar el Gran incendi de Roma que va succeir l'any 64. La causa o causes que van originar l'incendi no estan clares, però en aquell temps es va prendre com una ofensa cap a Juno, Vulcà, i el duo "Ceres-Proserpina". Champlin (2003) interpreta les expiacions que es van oferir a Vulcà i a Ceres com un intent del poble de cridar l'atenció de l'emperador governant, Neró.

## El temple de l'Aventí

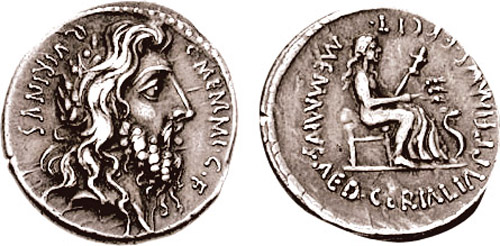
Denari amb la imatge de Quirí per una banda i Ceres per l'altra. És una commemoració de la Ceralia de l'any 56 aC, presentant a Gaius Memmius com edil

Vitruvi (c. 80 – 15 aC) descrivia el temple de Ceres com una construcció aeròstil, és a dir, amb un gran espai entre columnes, amb arquitraus de fusta al damunt. Segons aquest autor el sostre baix i ample li conferia un ambient fosc. El frontó estava adornat amb estàtues d'argila o bronze, amb daurats a l'estil etrusc. En la seva obra De Architectura, deia que el millor lloc per a situar un temple dedicat a Ceres era en una àrea rural «en un indret solitari allunyat de la ciutat, on la gent no hi anés si no és que tinguessin el propòsit d'oferir-li un sacrifici. El lloc hauria d'estar reverenciat amb respecte religiós i hauria de ser visitat amb la solemnitat que requereixen aquestes qüestions». Durant l'època imperial, uns endevins van aconsellar a Plini el Jove restaurar aquell temple «vell i estret» de Ceres i traslladar-lo a un lloc més propi, a la seva finca que tenia a prop de Como. El temple contenia una vella estàtua de fusta que l'escriptor va canviar per una de nova. Plini va considerar que era el seu deure com a ciutadà preocupat pel culte.

## Representacions

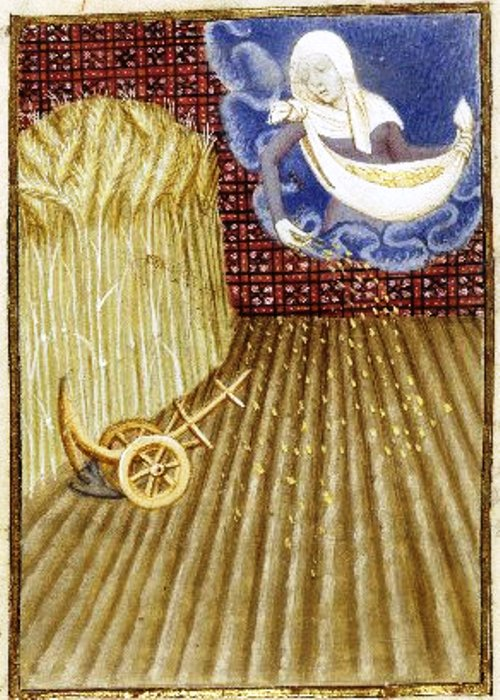
Representació de Ceres, segle XV

Ceres es representa habitualment amb l'aspecte d'una dona bonica, d'estatura majestuosa i de cutis acolorit, amb la mirada lànguida i el cabell ros caient en desordre sobre les seves espatlles.
A més d'una corona d'espigues de blat, porta una diadema molt alta. Porta una tela de color groc, el color del blat madur. De vegades està coronada amb una garlanda d'espigues o de roselles, símbol de la fecunditat. Té uns pits grossos i porta un feix d'espigues a la mà dreta i una torxa encesa a l'esquerra. La túnica li arriba sobre els peus, i sovint porta un vel tirat cap enrere. De vegades li donen un ceptre o una falç, i té en braços dos nens petits que porten cada un corn de l'abundància.